# Callabraxas amanda
Callabraxas amanda är en fjärilsart som beskrevs av Butler 1880. Callabraxas amanda ingår i släktet Callabraxas och familjen mätare. Inga underarter finns listade i Catalogue of Life.